# 武曾義連
武曾 義連（むそう よしつら）は、戦国時代の武将。朝倉氏第10代当主朝倉孝景家臣。

## 経歴・人物
龍澤寺に田畑を寄進した。